# Asterissi
Le asterissi, o asterixi o asterixis, costituiscono un segno patologico dovuto a encefalopatia epatica o insufficienza renale acuta o cronica.
Chiedendo al soggetto di porre le braccia distese davanti a sé con i polsi in dorsiflessione e dita a ventaglio, si può rilevare un tremore grossolano a scosse ampie aritmiche dette a "battito di farfalla" (flapping), date da perdite intermittenti del tono muscolare; la postura viene anche temporaneamente abbandonata per rilasciamento del polso per essere subito riassunta (asterissi).
Tale tremore può essere anche provocato, nelle forme più lievi, con estensione dorsale passiva delle mani.